# Gonatocerus tenuipennis
Gonatocerus tenuipennis är en stekelart som beskrevs av Girault 1911. Gonatocerus tenuipennis ingår i släktet Gonatocerus och familjen dvärgsteklar. Inga underarter finns listade i Catalogue of Life.